# 13478 Фраунгофер
13478 Фраунгофер (13478 Fraunhofer) — астероїд головного поясу, відкритий 27 лютого 1976 року.
Тіссеранів параметр щодо Юпітера — 3,850.